# Miltogramma stackelbergi
Miltogramma stackelbergi är en tvåvingeart som beskrevs av Yu. G. Verves 1979. Miltogramma stackelbergi ingår i släktet Miltogramma och familjen köttflugor.
Artens utbredningsområde är Tadzjikistan. Inga underarter finns listade i Catalogue of Life.